# 朱大典 (萬曆癸丑進士)
朱大典（?—？），號濬吉，直隶蘇州府崑山縣民籍，長洲縣人。明末政治人物。

## 生平
万历三十一年（1603年）癸卯科舉人，四十一年（1613年）癸丑科进士，都察院觀政，四十三年授湖州府儒學教授，四十五年升國子監助教，四十六年升刑部江西司主事，天啓二年升山东司员外郎、郎中，三年（1623年）出任江西撫州府知府，天启六年（1626年）因会推江西按察司副使，忤魏忠贤，以门户著冠带闲住。崇禎時起復副使，官至廣東、廣西參政。